# Cimetière militaire allemand de Morhange
Pour les articles homonymes, voir Morhange.
Pour un article plus général, voir Sites funéraires et mémoriels de la Première Guerre mondiale (Front Ouest).
Le cimetière militaire allemand de Morhange est un cimetière militaire de la Première Guerre mondiale, situé à Morhange dans le département de la Moselle, en Lorraine.
Le cimetière contient de nombreuses sépultures et 2 ossuaires.
Une partie du cimetière est un cimetière civil contenant une trentaine de tombes de citoyens allemands morts durant l'annexion de l'Alsace-Moselle entre 1871 et 1914.